# حارة مسيك الوسطى (صنعاء)

تعديل مصدري - تعديل

حارة مسيك الوسطى هي إحدى حارات حي مسيك بمديرية شعوب إحد مديريات العاصمة اليمنية صنعاء، بلغ تعداد سكانها 1532 نسمة حسب تعداد اليمن لعام 2004.